# Atrobucca adusta
Atrobucca adusta är en fiskart som beskrevs av Sasaki och Kailola, 1988. Atrobucca adusta ingår i släktet Atrobucca och familjen havsgösfiskar. Inga underarter finns listade.